# Parastenopsylla
Parastenopsylla är ett släkte av insekter. Parastenopsylla ingår i familjen spetsbladloppor.
Kladogram enligt Catalogue of Life:
| Parastenopsylla | \| \| Parastenopsylla proboscidaria \| \| \| \| \| \| Parastenopsylla vacciniae \| \| \| \| |
|                 | \| \| Parastenopsylla proboscidaria \| \| \| \| \| \| Parastenopsylla vacciniae \| \| \| \| |
|                 | Parastenopsylla proboscidaria                                                               |
|                 |                                                                                             |
|                 | Parastenopsylla vacciniae                                                                   |
|                 |                                                                                             |